# Friedrich Stroh

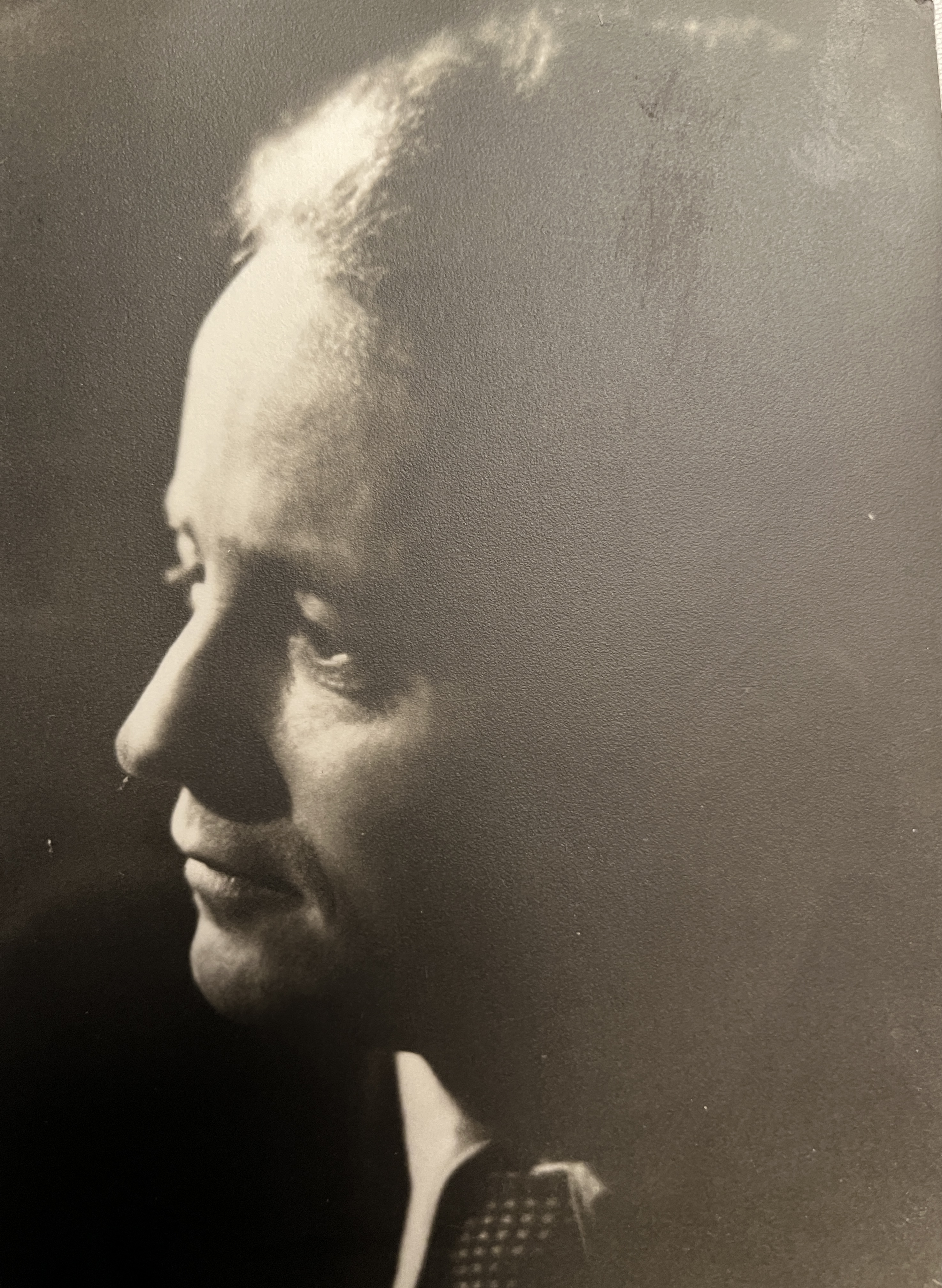
Friedrich Stroh

Friedrich Stroh (* 18. März 1898 in Naunstadt; † 25. Mai 1969 in Herborn) war ein deutscher Germanist.

## Leben
Nach seiner Teilnahme am Ersten Weltkrieg studierte Stroh in Gießen, Frankfurt und Marburg deutsche, englische und romanische Philologie sowie vergleichende Sprachwissenschaft. Er wurde 1928 in Gießen bei Otto Behaghel promoviert und habilitierte sich ebenda 1934. Er arbeitete zunächst als Bibliothekar, ab 1934 als Privatdozent und ab 1938 als planmäßiger außerordentlicher Professor an der Universität Erlangen. Ab 1942 war er dort ordentlicher Professor, wurde 1947 aus politischen Gründen entlassen und 1948 wieder eingestellt, bis er 1956 aufgrund seiner Parkinson-Erkrankung emeritiert wurde.
1963 wurde er mit dem Brüder-Grimm-Preis der Philipps-Universität Marburg ausgezeichnet.
Er war verheiratet mit Elsa Stroh, geb. Müller (1912–1990) und hatte drei Kinder: Holle Maurer, geb. Stroh (1936–2021), Wolf Stroh (1939–2018) und Frieder Stroh (*/† 1944).

## Publikationen (Auswahl)
- Probleme neuerer Mundartforschung, Gießen 1928 (zugleich: phil. Diss., Universität Gießen 1928).
- Der volkhafte Sprachbegriff, Halle/S. 1934 (zugleich: Habilitations-Schrift, Universität Gießen 1934).
- Hessische Forschung. Von Sinn und Leistung des Südhessischen Wörterbuchs. In: Mitteilungen des Oberhessischen Geschichtsvereins 32 (1934), S. 8–35.
- (gemeinsam mit Friedrich Maurer): Deutsche Wortgeschichte. 3 Bde. De Gruyter, Berlin 1943.
- als Bearbeiter: H. Schulz: Abriß der deutschen Grammatik. 3. Auflage. Berlin 1947.
- Handbuch der germanischen Philologie, Berlin 1952.